# Meteorite

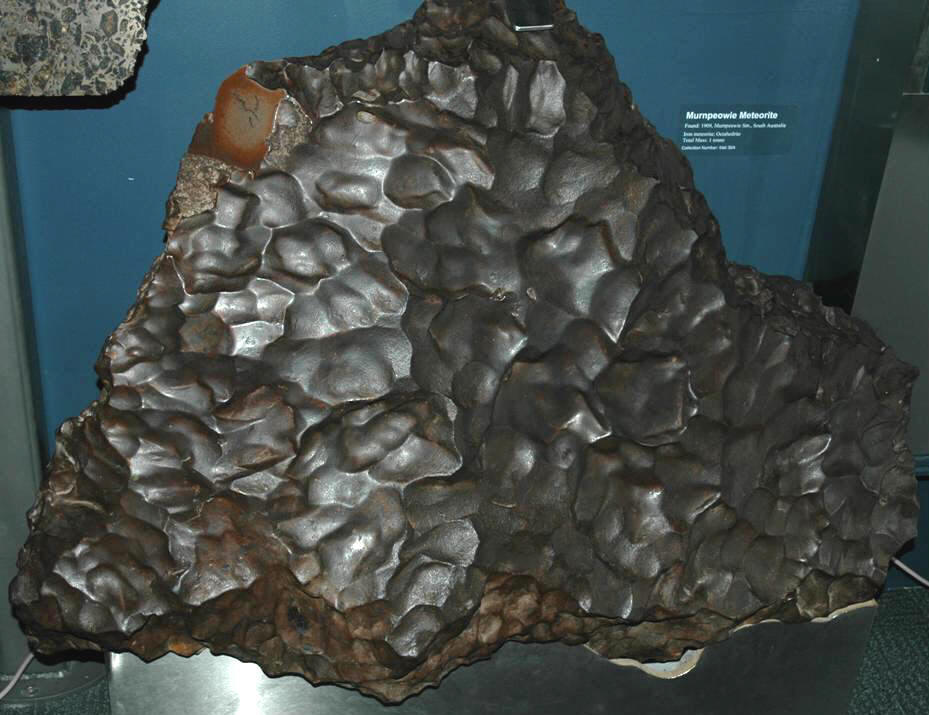
Un meteorite ferroso da 1140 kg con la superficie coperta da numerose regmagliti

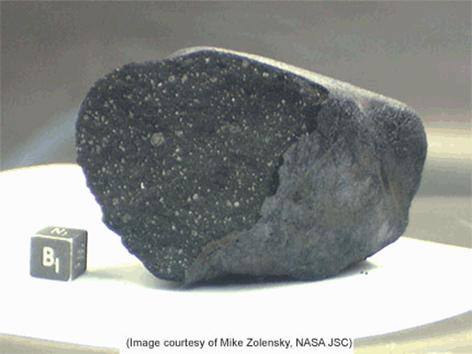
Meteorite Tagish Lake, una condrite carbonacea

Il meteorite è ciò che rimane dopo l'ablazione atmosferica di un meteoroide (cioè "piccolo" asteroide) entrato in collisione con la Terra, ovvero in pratica ciò che di esso raggiunge il suolo: quando entrano nell'atmosfera i meteoroidi si riscaldano fino ad emettere luce, formando così una scia luminosa chiamata meteora (detta anche stella cadente) o bolide; il riscaldamento non è prodotto dall'attrito, ma dalla pressione dinamica generata dalla fortissima compressione dell'aria di fronte alla meteora: l'aria si riscalda e a sua volta riscalda l'oggetto. Più precisamente per meteorite si intende un corpo di natura non artificiale ed extraterrestre, di conseguenza detriti spaziali precipitati o tectiti non sono meteoriti.

## Nome
Tutti i principali dizionari indicano la parola meteorite come sostantivo maschile o femminile lasciando quindi libertà di scelta.
Tuttavia, se si osserva l'uso che ne viene fatto, si può notare come vi sia una certa prevalenza nell'utilizzo del genere maschile quando ci si riferisce al materiale che è sopravvissuto del meteoroide originale ed è giunto al suolo magari frammentato in centinaia di pezzi (es. "il meteorite Sikhote-Alin è caduto nel 1947"), e del genere femminile quando ci si riferisce ad un esemplare specifico (es. "ho tagliato una meteorite") o ad un meteorite di cui è stato recuperato solo un unico campione (es. "la meteorite di Bagnone è la più grande d'Italia") o se comunque si sta parlando delle meteoriti come rocce (es. "le meteoriti ferrose").

## Impatto con la superficie terrestre

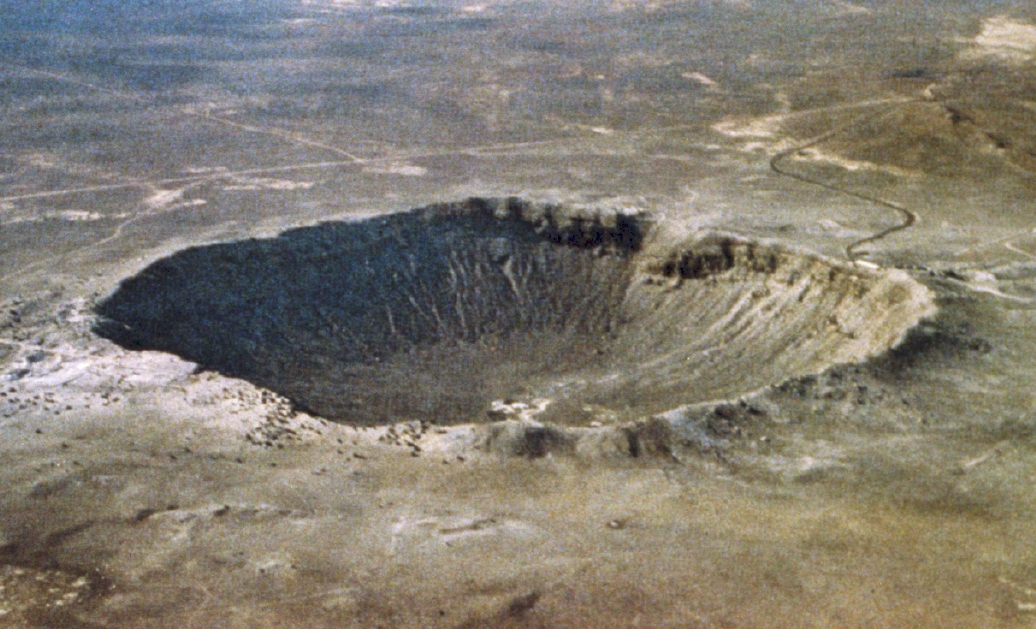
Meteor Crater, le meteoriti Canyon Diablo sono ciò che rimane del piccolo asteroide che scavò questo cratere.

La maggior parte delle meteore si disintegrano in aria, e l'impatto con la superficie terrestre è raro. Ogni anno si stima che il numero di rocce che cadono sulla Terra delle dimensioni di una palla da baseball o più si aggiri sulle 500. Di queste ne vengono mediamente recuperate solo 5 o 6; gran parte delle rimanenti cadono negli oceani o comunque in zone in cui il terreno rende difficile un loro recupero. Le meteore più grosse possono colpire il terreno con forza considerevole, formando così un cratere meteoritico (o cratere da impatto). Il tipo di cratere (semplice o complesso) dipenderà dalla grandezza, composizione, livello di frammentazione e angolo d'impatto della meteora. La forza della collisione di una grande meteora può causare disastri di grande entità. In tempi storici, sono stati registrati danni di piccola entità a proprietà, bestiame e anche persone. Nel caso in cui la meteora sia un frammento di cometa, composto per lo più di ghiaccio, il riscaldamento può provocare una notevole esplosione, senza che alcun frammento del meteoroide sopravviva. Si ipotizza, secondo alcune teorie correnti, che l'evento di Tunguska sia stato causato probabilmente da un caso di questo tipo.
Più in generale si può dire che una meteorite trovata sulla superficie di un qualche corpo celeste è un oggetto venuto da qualche parte dello spazio. Sulla Terra, in rarissimi casi, sono state trovate meteoriti provenienti dalla Luna e da Marte: molto probabilmente si tratta di detriti risultanti da precedenti impatti di grossi meteoriti con questi corpi celesti.
Le meteoriti, recuperate subito dopo essere state osservate nell'attraversamento dell'atmosfera o nell'impatto sulla superficie terrestre, vengono chiamate cadute. Tutte le altre meteoriti sono note come ritrovate. A tutt'oggi sono oltre 1000 le meteoriti cadute presenti nelle maggiori collezioni mondiali, mentre sono ormai oltre 31000 quelle ritrovate.
Ogni meteorite ha un nome specifico che deriva dal posto dove è stata trovata, di solito la località abitata o la caratteristica geografica più vicina. Nel caso in cui più meteoriti vengano trovate nello stesso luogo, al nome della meteorite vengono fatti seguire un numero (Allan Hills 84001) o più raramente una lettera (Dimmitt (b)).

## Aspetto

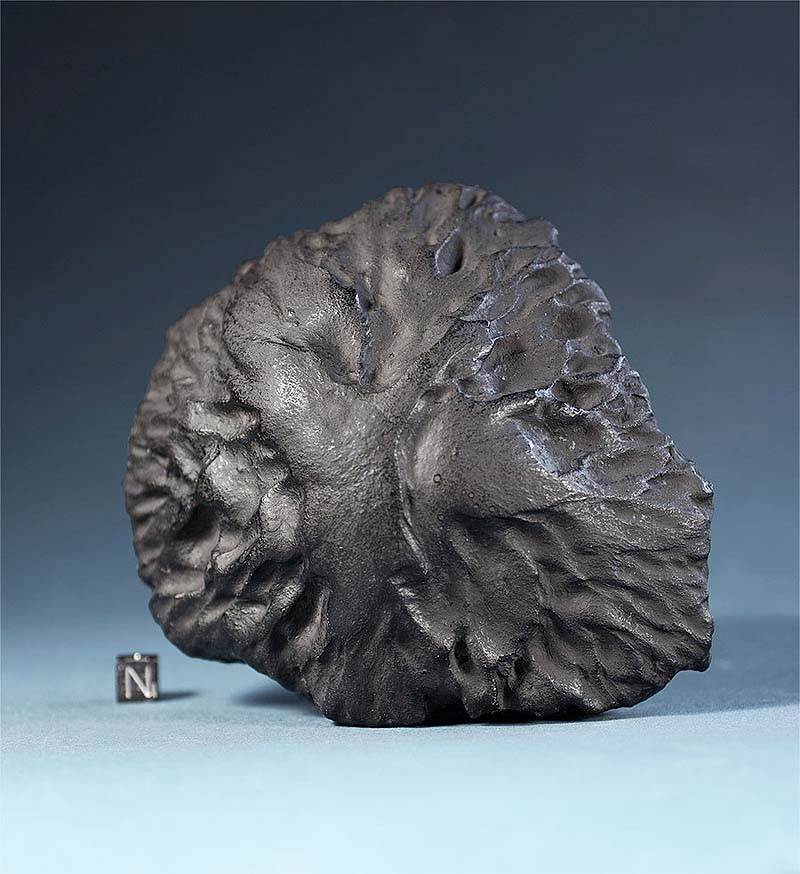
Un meteorite orientato

A seconda che si tratti di un meteorite ferroso o roccioso diverse caratteristiche possono cambiare, ma normalmente tutte le meteoriti cadute da non troppo tempo mostrano una crosta di fusione scura e possono presentare sulla superficie piccole cavità chiamate regmagliti, simili alle impronte lasciate dalle dita sulla creta fresca, dovute all'ablazione selettiva dell'atmosfera che vaporizza più facilmente minerali a più bassa temperatura di fusione. La forma non è mai sferica. Le meteoriti non presentano quarzo o bollicine. Quelle ferrose hanno una densità prossima a quella del ferro e anche quelle rocciose risultano significativamente più pesanti rispetto alle rocce comuni. Una volta tagliate e lucidate molte meteoriti ferrose presentano le Figure di Widmanstätten, mentre molte di quelle rocciose possono presentare dei condruli.
Se nel tragitto attraverso l'atmosfera la meteora mantiene un orientamento stabile, si forma un meteorite tipicamente a forma di scudo detto orientato.

## Classificazione

### Classificazione classica

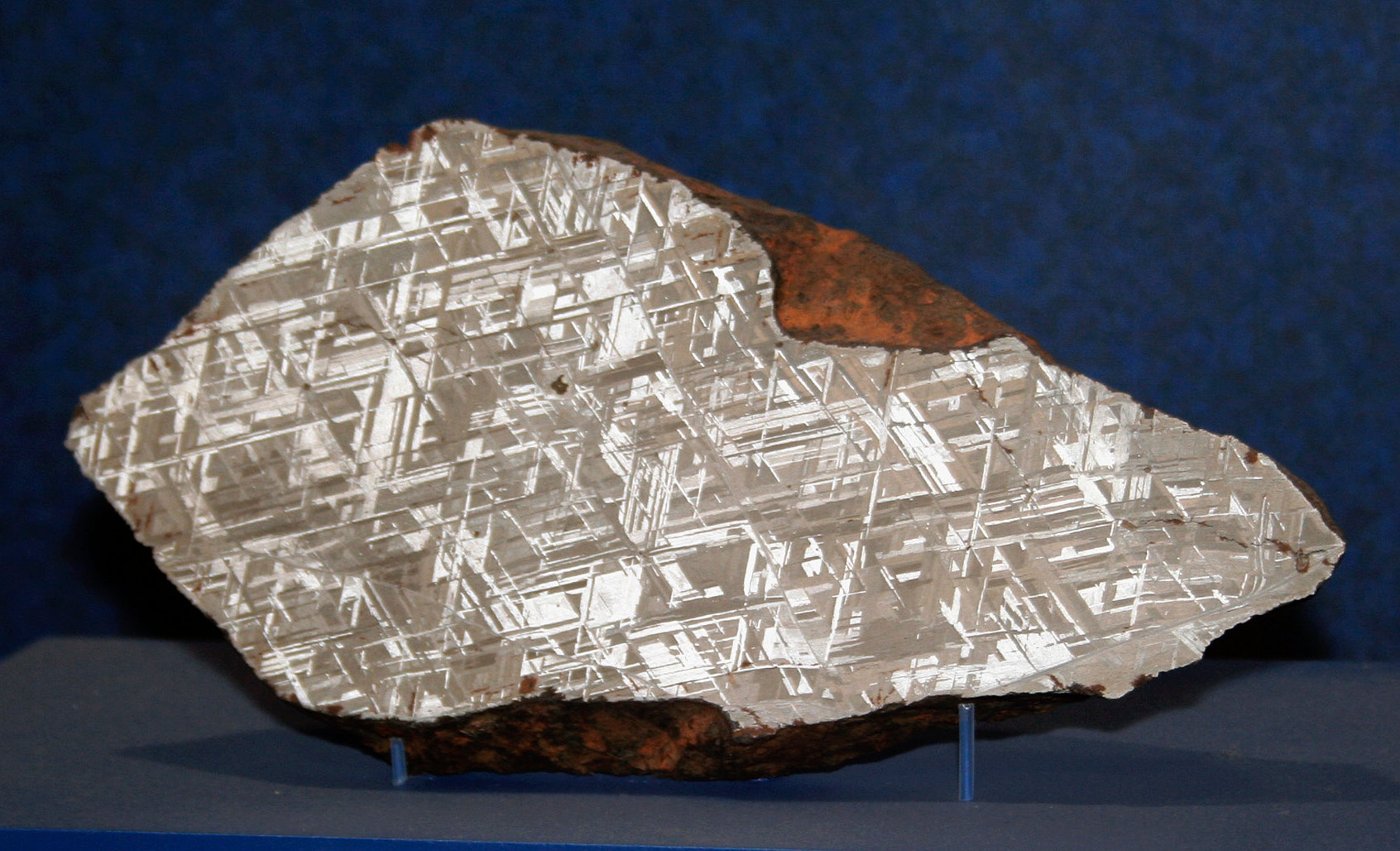
Meteorite Alvord, un'ottaedrite: sono visibili le figure di Widmanstätten

Le meteoriti sono state divise tradizionalmente in tre grandi categorie: rocciose (anche dette aeroliti), composte principalmente da silicati; ferrose (anche dette sideriti), composte per lo più da una lega di ferro e nichel; e ferro-rocciose (anche dette sideroliti), che contengono sia metallo che roccia in proporzioni simili.
La suddivisione classica delle meteoriti ferrose era di tipo strutturale. Ecco lo schema classico principale:
- Meteoriti rocciose o Aeroliti
  - Condriti
  - Acondriti
- Meteoriti ferrose o Sideriti
  - Atassiti
  - Ottaedriti
  - Esaedriti
- Meteoriti ferro-rocciose o Sideroliti
  - Pallasiti
  - Mesosideriti

Le meteoriti rocciose vengono divise tra condriti e acondriti a seconda della presenza o meno dei condruli nella loro matrice.
Le ferrose sono classificate in base all'aspetto della struttura di Widmanstatten: le atassiti ne sono prive, le ottaedriti mostrano una struttura interna disposta come le facce di un ottaedro, le esaedriti hanno invece una struttura dei cristalli cubica.
Le ferro-rocciose vengono divise tra quelle composte da una matrice metallica con inclusioni rocciose, dette pallasiti, e quelle con una matrice litoide con inclusioni metalliche chiamate mesosideriti.

### Classificazione moderna

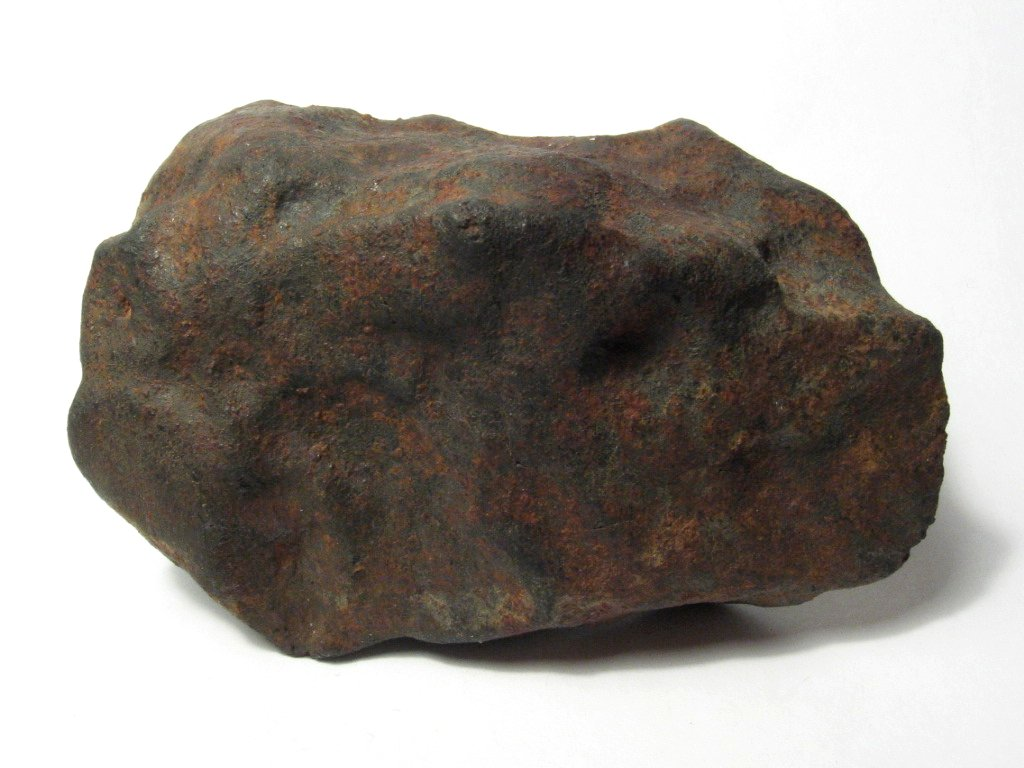
Gao-Guenie, una condrite ordinaria

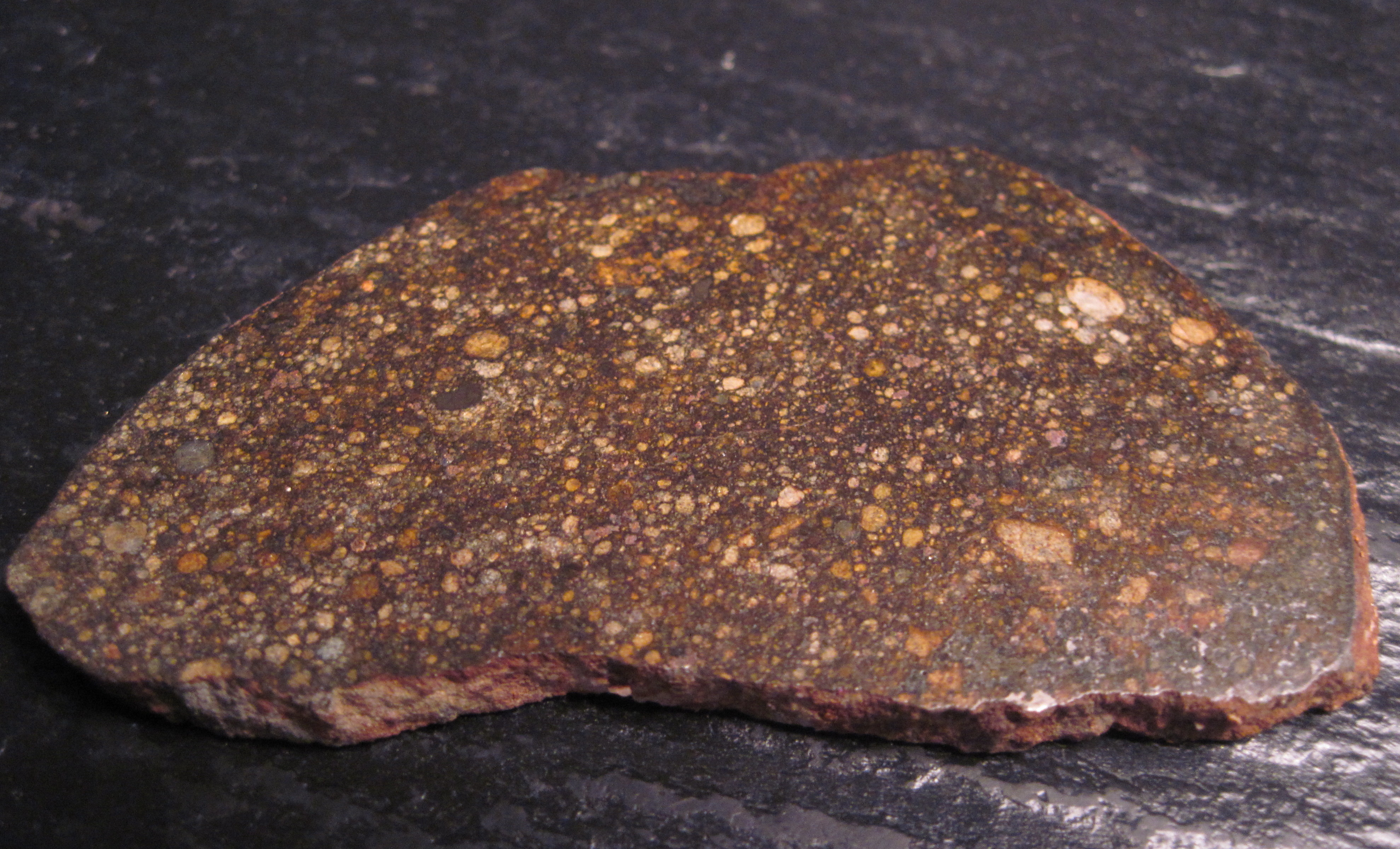
Sau 001, una condrite ordinaria

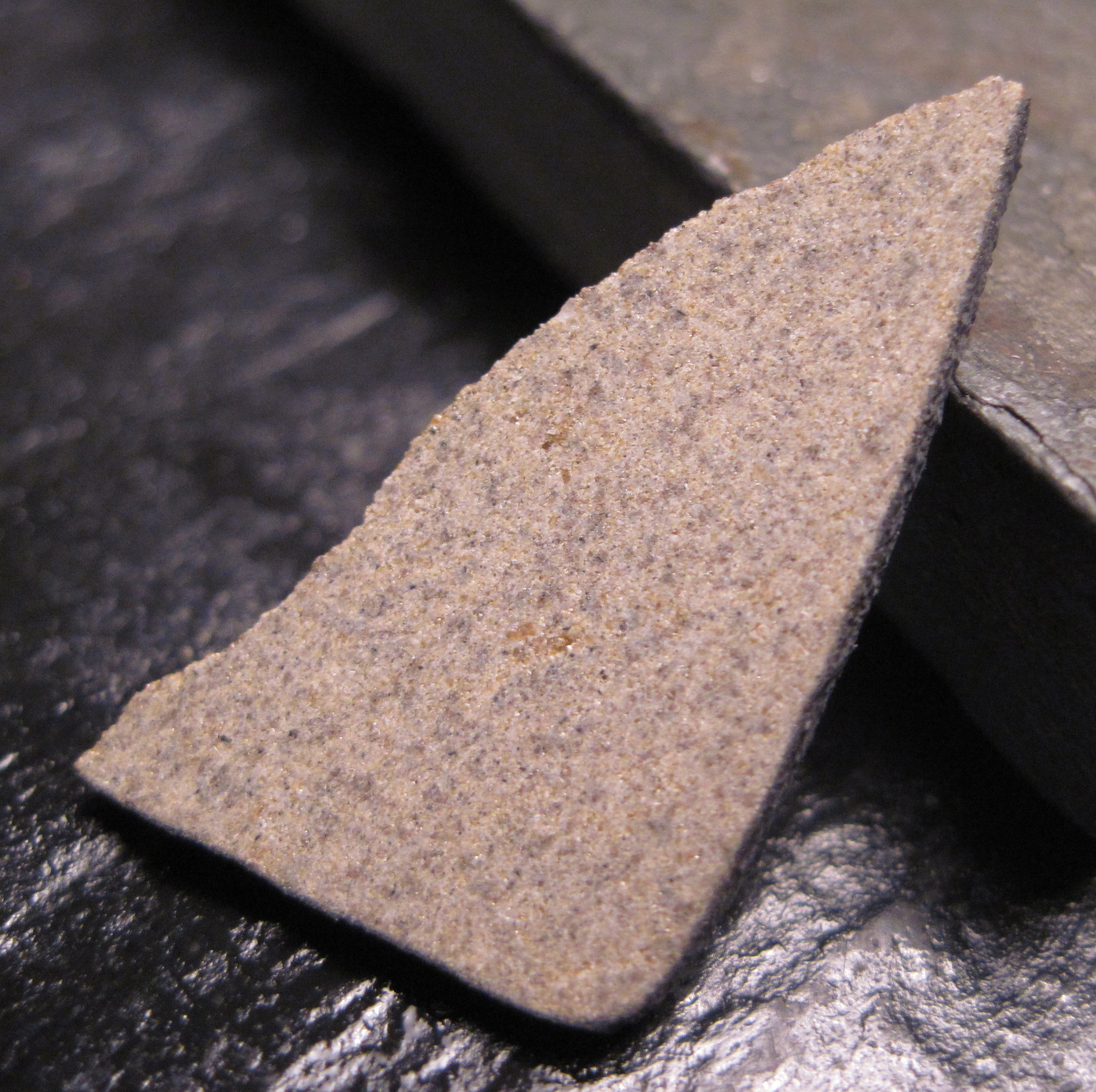
Agoult, un'acondrite

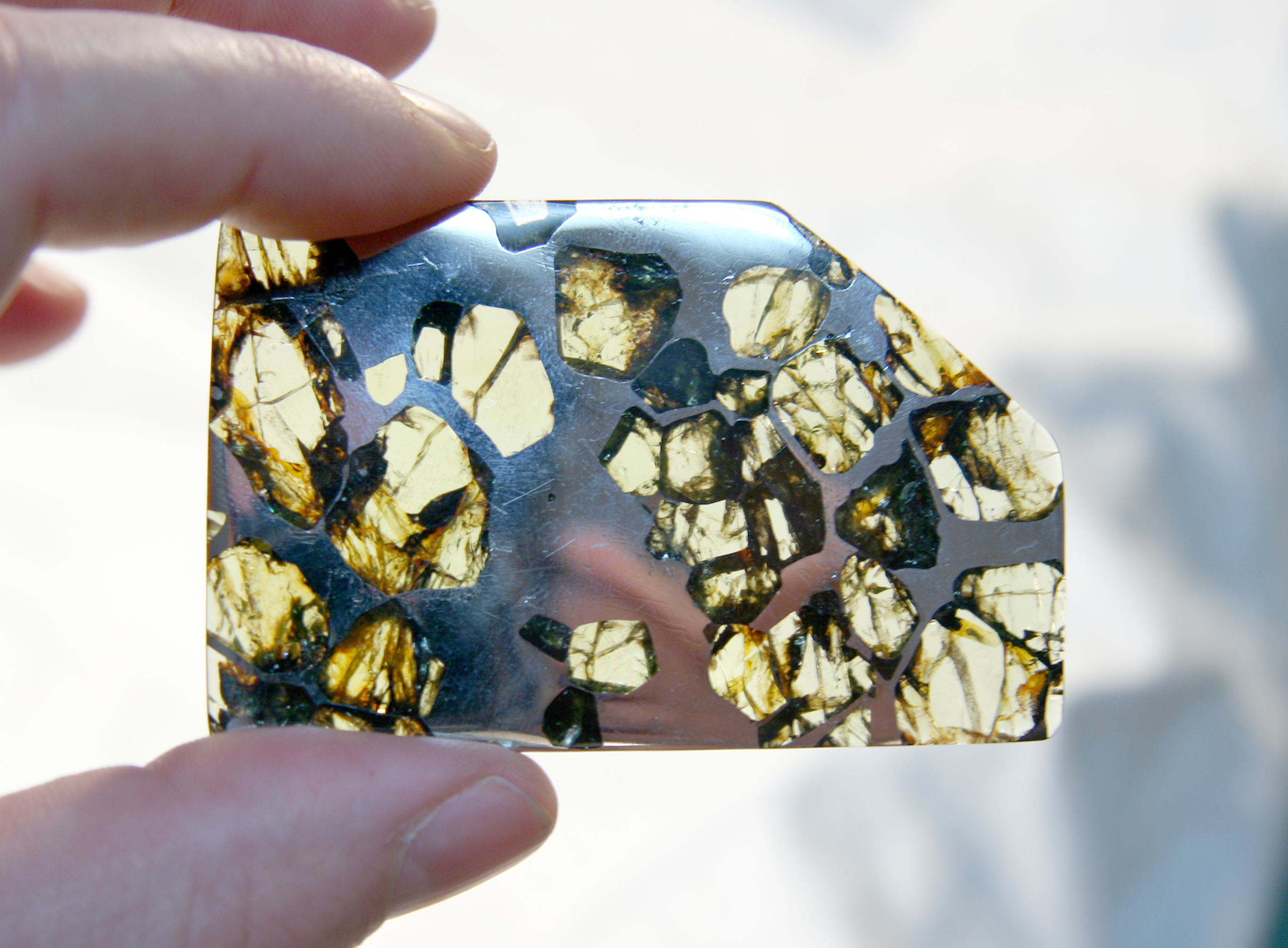
Esquel, una pallasite

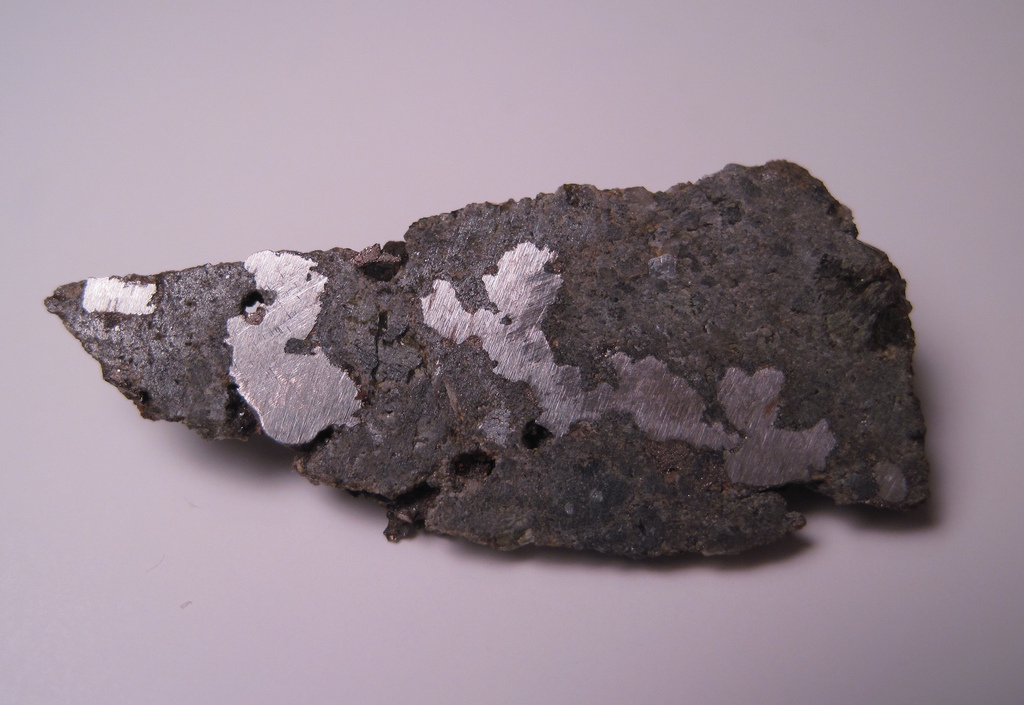
Estherville, una mesosiderite

La moderna classificazione divide le meteoriti in gruppi secondo la loro struttura, la loro mineralogia e la loro composizione chimica e isotopica. In particolare le meteoriti ferrose sono suddivise in base alla loro composizione chimica. Ecco lo schema di classificazione moderno dettagliato:
- Meteoriti primitive
  - Condriti
    - Condriti ordinarie
      - H (anche dette olivine-bronziti)
      - L (anche dette olivine-ipersteni)
      - LL (anche dette olivine-pigeoniti o anfoteriti)

    - Condriti carbonacee
      - CI
      - CM
      - CR
      - CV
      - CO
      - CR
      - CH

    - Condriti E (Enstatiti)
      - EH
      - EL

    - Condriti R (Rumuruti)
    - Condriti K (Kakangari)
- Meteoriti differenziate
  - Acondriti
    - Acondriti primitive (PAC)
      - Acapulcoiti
      - Winonaiti
      - Lodraniti
      - Ureliti
      - Brachiniti

    - Acondriti asteroidali
      - HED
        - Eucriti
        - Diogeniti
        - Howarditi

      - Angriti
      - Aubriti

    - Meteoriti marziane
      - SNC
        - Shergottiti
        - Nakhliti
        - Chassigniti

      - OPX (ALH 84001)

    - Meteoriti lunari (Lunaniti)
      - Brecce da impatto
      - Basalti lunari

  - Meteoriti ferrose
    - IAB
    - IC
    - IIAB
    - IIC
    - IID
    - IIE
    - IIF
    - IIIAB
    - IIIC
    - IIID
    - IIIE
    - IIIF
    - IVA
    - IVB

  - Meteoriti ferro-rocciose
    - Pallasiti
      - Gruppo principale (MGP)
      - Eagle Station (ESP)
      - Pallasiti Pirossene (PXP)

    - Mesosideriti

#### Meteoriti primitive
Circa l'85% delle meteoriti che cadono sulla terra è di tipo primitivo, cioè non ha attraversato fasi di riscaldamento e differenziazione. Questi processi tipicamente hanno luogo in corpi progenitori di grosse dimensioni. Le meteoriti primitive sono costituite dalle condriti.

#### Meteoriti differenziate
Le acondriti compongono circa l'8% del materiale caduto sulla Terra e si pensa che derivino dalla crosta degli asteroidi più grandi. Sono simili alle rocce ignee terrestri. Tra le acondriti sono comprese le meteoriti lunari e le meteoriti marziane, chiamate anche meteoriti planetarie per distinguerle da quelle asteroidali di consistenza numerica notevolmente maggiore. È di attualità la discussione sull'origine di alcune acondriti provenienti da altri corpi celesti differenziati: l'attenzione è rivolta principalmente sull'asteroide Vesta e più recentemente sul pianeta Mercurio.
Il 5% delle meteoriti cadute sono invece ferrose e contengono leghe di ferro-nichel; questi meteoriti derivano probabilmente dal nucleo di qualche pianeta o asteroide che si è spezzato.
Il rimanente 1% è costituito da meteoriti ferro-rocciose, che sono intermedie tra i primi due tipi.

## Età delle meteoriti
La storia delle meteoriti può essere ricostruita e datata con metodi radiometrici. Una meteorite è caratterizzata da tre età. L'età assoluta indica il tempo trascorso dal momento in cui la formazione dei minerali che costituiscono la meteorite si è completata. L'età assoluta delle meteoriti più vecchie (le condriti) risale alla formazione del nostro sistema solare. L'età di esposizione indica il tempo trascorso dalla meteorite nello spazio e decorre da quando essa si è staccata dall'oggetto celeste di cui faceva parte. L'età terrestre indica il tempo trascorso da quando la meteorite è caduta sulla Terra.

## Storia

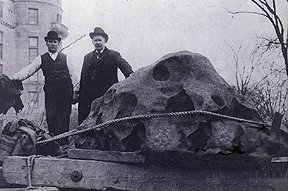
Willamette, con il suo peso di 14200 kg, è la più grande meteorite trovata negli Stati Uniti e una delle più grandi al mondo.

La prima caduta studiata scientificamente che avvenne nei pressi di una città abitata è stata quella del meteorite Hrašćina. Un'altra caduta storicamente importante per la comprensione del fenomeno fu la pioggia di meteoriti di Siena verificatasi il 16 giugno 1794 alle 19:00 a sud-est di Siena, in Toscana.
Un esemplare della meteorite di Siena, raccolto e studiato da Ambrogio Soldani, è esposto nel Museo di Storia Naturale dell'Accademia dei Fisiocritici di Siena.
La caduta di "pietre" a L'Aigle, in Normandia, il 26 aprile 1803 alle ore 13:00, è considerato l'evento che convinse definitivamente gli studiosi a credere che le meteoriti fossero oggetti provenienti dallo spazio.

## Le meteoriti più grandi

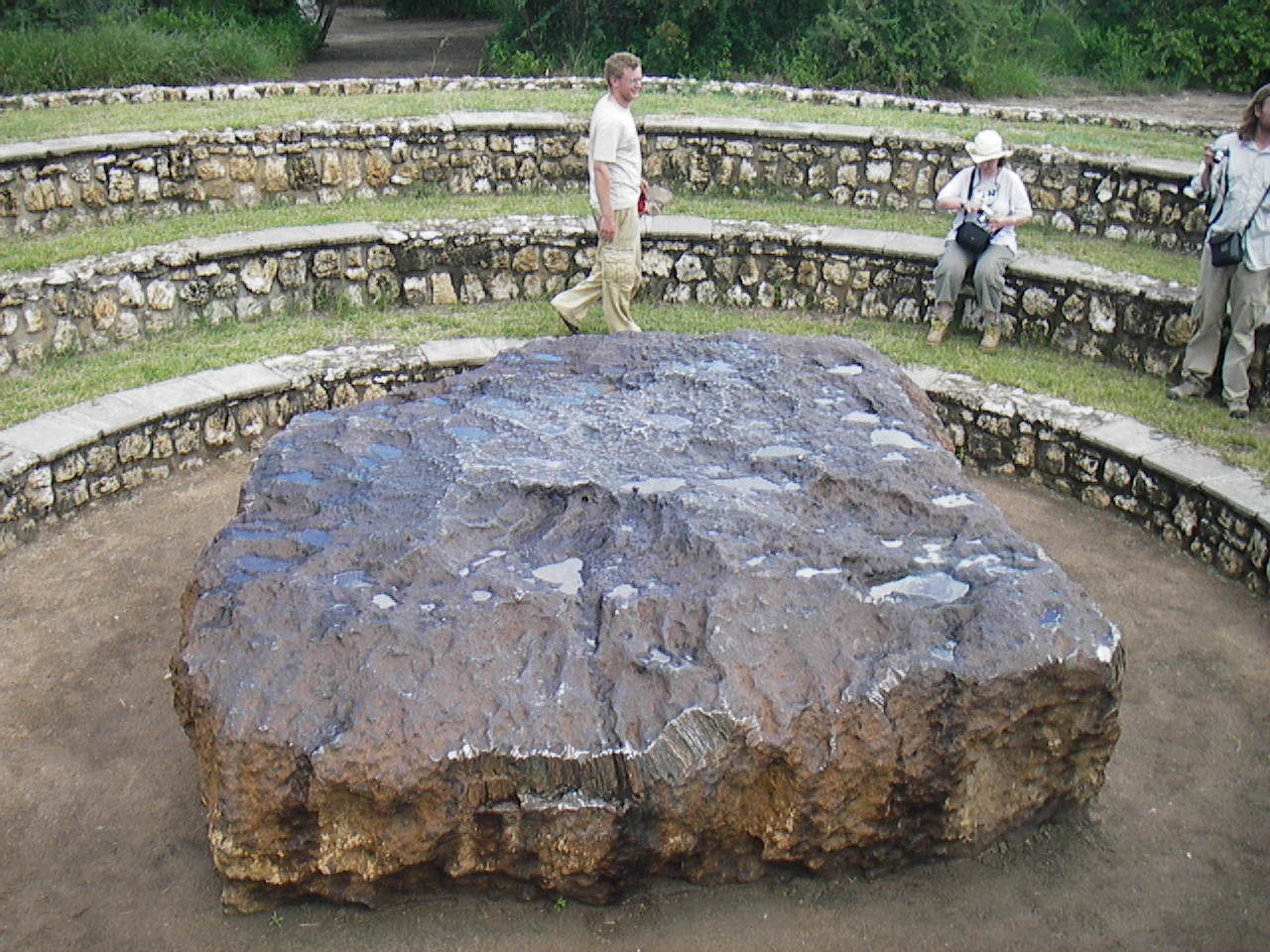
Hoba, il singolo frammento di meteorite più grande mai trovato

Parlando di dimensione c'è innanzitutto da precisare se stiamo parlando del frammento più grande ritrovato di una particolare meteorite o della quantità totale di materiale proveniente dalla medesima caduta meteoritica: molto spesso infatti un singolo meteoroide durante l'ingresso nell'atmosfera tende a frammentarsi in più pezzi.
Nella tabella sono elencate le meteoriti più grandi (singolo frammento) ritrovate sulla superficie terrestre.
| Peso in tonnellate | Località                                                  | Anno di ritrovamento | Tipo                  |
| ------------------ | --------------------------------------------------------- | -------------------- | --------------------- |
| 60                 | Hoba (Namibia)                                            | 1920                 | atassite              |
| 37                 | Campo del Cielo, frammento più grande (Argentina)         | 1969                 | ottaedrite grezza     |
| 31                 | Cape York, frammento Ahnighito (Groenlandia)              | 1894                 | ottaedrite media      |
| 30,8               | Chaco (Argentina)                                         | 2016                 |                       |
| 28                 | Armanty (Cina)                                            |                      | ottaedrite media      |
| 22                 | Bacubirito (Messico)                                      | 1863                 | ottaedrite molto fine |
| 20                 | Cape York, frammento Agpalilik (Groenlandia)              | 1963                 | ottaedrite media      |
| 16                 | Mbosi (Tanzania)                                          | 1930                 | ottaedrite media      |
| 15                 | Campo del Cielo, secondo frammento più grande (Argentina) | 2005                 | ottaedrite grezza     |
| 14                 | Willamette (USA)                                          | 1902                 | ottaedrite media      |
| 14                 | Chupaderos I (Messico)                                    | 1852                 | ottaedrite media      |
| 11,5               | Mundrabilla I (Australia)                                 | 1966                 | ottaedrite media      |
| 11                 | Morito (Messico)                                          | 1600                 | ottaedrite media      |

Tutte le più grandi meteoriti ritrovate sono di tipo ferroso: questo è dovuto al fatto che le meteoriti di tipo ferroso rispetto a quelle rocciose si frantumano meno durante l'ingresso nell'atmosfera e tendono a preservarsi meglio nel corso dei secoli all'azione degli agenti atmosferici.
Le più grandi per tipo di meteorite (singolo frammento):
- meteorite ferroso: Hoba[7]
- meteorite rocciosa: Jilin (1770 kg)[7]
  - Condrite: Jilin (1770 kg)[7]
    - condrite carbonacea: Moapa Valley (698,8 g)

  - acondrite: Norton County (1073 kg)[7]
    - aubrite: Norton County (1073 kg)[7]
    - brachinite: NWA 4882 (2,89 kg)
    - meteorite marziano: Zagami (18 kg)
    - meteorite lunare: Kalahari 009 (13,5 kg), NWA 5000 (11,56 kg, la più grande certificata)
- meteorite ferro-rocciosa: Huckitta (1411 kg)[7]
  - pallasite: Huckitta (1411 kg)[7][8], Fukang (1003 kg, la più grande non ossidata)
  - mesosiderite: Bondoc (888,6 kg)

Se si considera invece la massa totale conosciuta di tutti i frammenti riconducibili alla medesima caduta meteoritica, le meteoriti più "abbondanti" conosciute sono Campo del Cielo con più di 100 tonnellate di massa totale conosciuta (TKW) seguite dalle Sikhote-Alin con più di 70 tonnellate.
La meteorite più grande (singolo frammento) rinvenuta in Italia è stata Alfianello in provincia di Brescia (circa 200 kg), fatta a pezzi nel 1883 poco dopo la caduta. La seconda più grande e la più grande tuttora intera è invece Bagnone (provincia della Spezia), trovata nel 1883.

## Casi

### Danni a persone, animali o cose
Nel corso dei secoli sono state documentate distruzioni e vittime, presumibilmente dovute all'impatto di meteoriti, ma la scarsa conoscenza della materia e l'imperfetta documentazione giunta ai nostri giorni impedisce di classificare come eventi certi i fatti antecedenti al XX secolo.
- La prima vittima causata dall'impatto di una meteorite è un cane egiziano, che rimase ucciso nel 1911 (vi sono però notevoli dubbi sulla veridicità dell'intera storia). Negli anni ottanta la meteorite Nakhla, vista cadere nel 1911 appunto a Nakhla, in Egitto e responsabile della presunta morte del cane, venne riconosciuta come una rara meteorite marziana, capostipite delle nakhliti.
- Un caso, in tempi moderni, di una persona colpita da una meteorite si verificò il 30 novembre 1954 a Sylacauga, Alabama, USA. Una meteorite di circa 4 kg ruppe il tetto di una casa e colpì la signora Ann Elizabeth Hodges nel suo soggiorno, dopo essere rimbalzata sulla radio. La signora non ebbe altre conseguenze oltre ad una ferita superficiale.
- Altro caso accadde il 19 febbraio 1956 nelle prime ore del mattino a Sinnai, in Sardegna, e dopo aver sfondato il tetto di una casa ferì una persona che si trovava all'interno. Il meteorite è probabilmente una condrite H6 chondrite.[12]

Riguardo ai danni provocati dalla caduta di meteoriti esiste un'ampia casistica, tuttavia non sempre nelle statistiche si fa distinzione tra oggetti artificiali, come i rifiuti spaziali, e le meteoriti vere e proprie.
- In alcuni casi, come per esempio il 9 ottobre 1992 a Peekskill, New York, USA[15] e il 26 marzo 2003 a Park Forest, Illinois, USA[16], sono stati documentati i danni causati dalla caduta di meteoriti: a Peekskill è stato perforato il bagagliaio di un'auto e a Chicago è stata distrutta una stampante.
- Il 18 maggio 1988, sulla zona di Torino ovest, cadde una pioggia di frammenti di meteorite. Uno, del peso di 800 g., piombò nel parcheggio dello stabilimento Aeritalia (attualmente Thales Alenia space), in corso Marche. Tale stabilimento, di proprietà di una delle maggiori aziende spaziali al mondo, costruisce fra l'altro anche scudi di protezione anti-meteoritica per moduli spaziali abitati (esempio: ISS) e per satelliti artificiali. Altri frammenti vennero raccolti a Pianezza, Collegno e Borgata Leumann. Il campione principale è conservato presso la stessa Thales Alenia Space. Si tratta di una Condrite-H.[17]
- Il 15 febbraio 2013, alle ore 9:22 locali, il meteoroide KEF-2013 è esploso sopra sei città della zona di Čeljabinsk, nel distretto di Satka sui monti Urali in Russia. L'onda d'urto ha frantumato molti vetri degli edifici, causando il ferimento di circa 1200 persone.[18]
- Il 6 febbraio 2016 un autista di autobus venne ucciso probabilmente da un meteorite nel distretto di Vellore nell'India del sud. Si tratterebbe del primo caso documentato di morte causata da meteorite, ma è stata anche avanzata l'ipotesi che si trattasse di un frammento di satellite artificiale e non di un meteorite naturale.[19][20]

### Altri casi
- Il 30 giugno 1908, un meteorite si è schiantato in Siberia, nella zona in cui scorre il fiume Tunguska.
- Nel 2000 un meteorite di circa 180 tonnellate di peso è caduto a circa 26 km di distanza dalla città di Whitehorse, nello Yukon canadese.
- Nel 2006 un meteorite ha colpito una zona presso Reisadalen, in Norvegia.
- Nel 2008 è successo il primo caso di meteorite scoperta ancora nello spazio come asteroide in rotta di collisione con la Terra, 2008 TC3, caduto il 7 ottobre 2008 in Sudan.

Fonte: